# Renault Scénic E-Tech Electric
Pour un article plus général, voir Renault Scénic.
Le Renault Scénic E-Tech Electric est un SUV compact 100 % électrique produit par le constructeur automobile français Renault à partir de 2023. Il est la cinquième génération du Renault Scénic et diffère des quatre premières qui sont des monospaces compacts à motorisations thermiques. Elle est élue voiture européenne de l'année 2024 et distinguée du label Origine France Garantie.

## Présentation
Le Renault Scénic de 5e génération est présentée au salon de l'automobile de Munich le 4 septembre 2023. Le nom de code du modèle en interne est HCB.

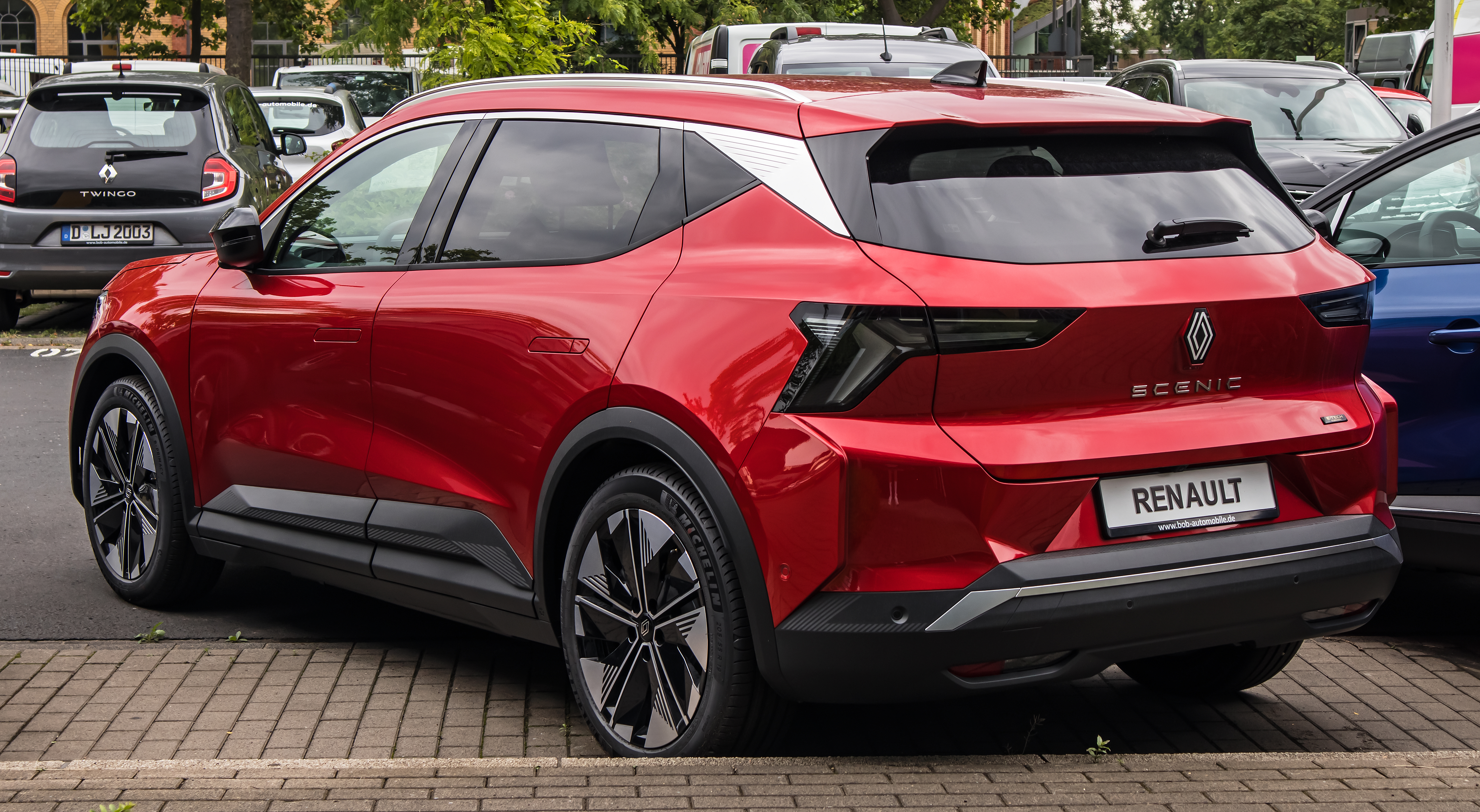
Vue de l'arrière.
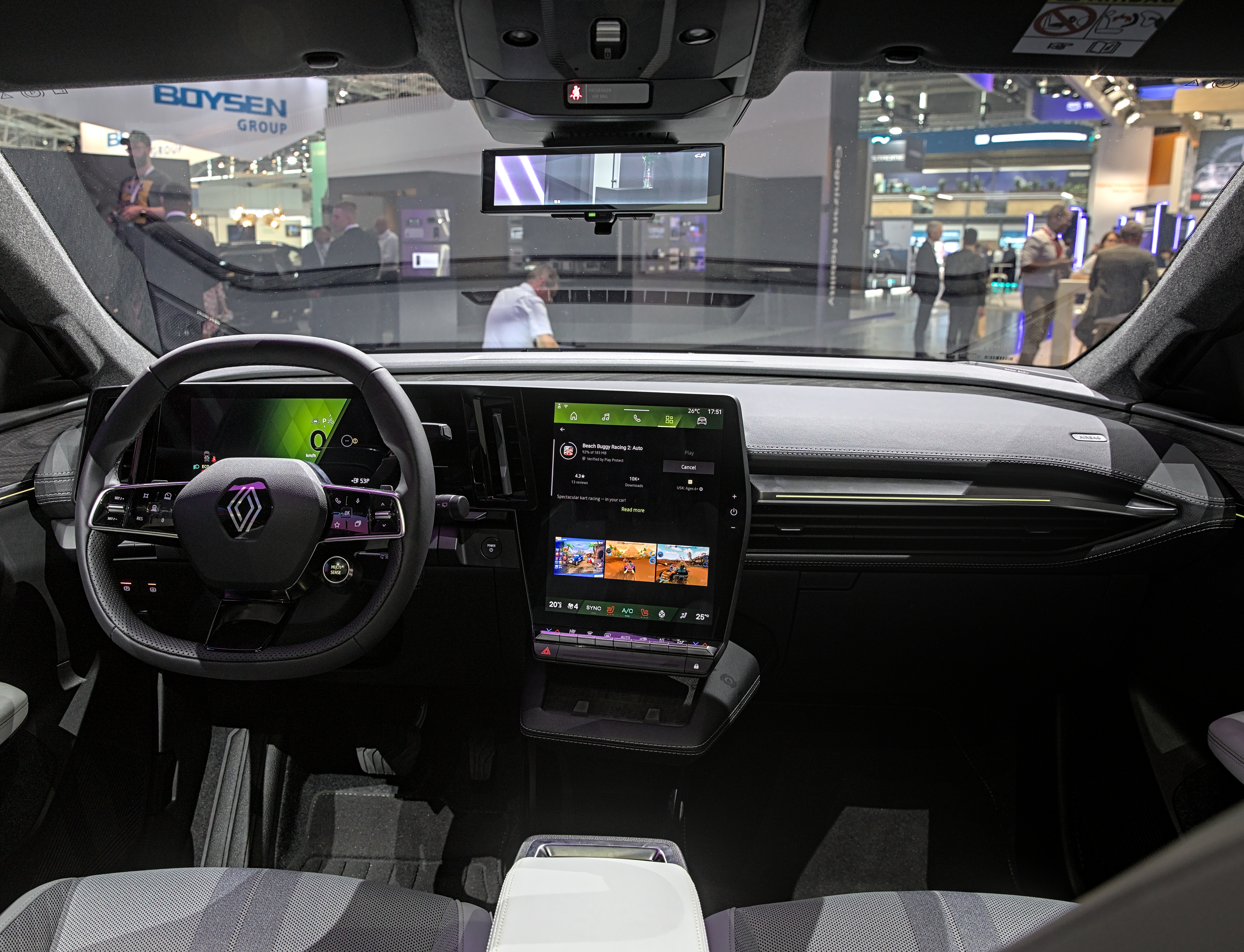
Vue de l’intérieur.

## Caractéristiques techniques
Le Renault Scénic E-Tech Electric repose sur la plateforme technique modulaire CMF-EV, rebaptisée AmpR Medium, de l'alliance Renault-Nissan-Mitsubishi, utilisée aussi par la Renault Megane E-Tech Electric et son cousin Nissan Ariya.

### Motorisations
Le Scénic E-Tech Electric propose deux motorisations électriques. La première est dotée d'un moteur, placé sur l'essieu avant, de 170 ch pour un couple de 280 N m associé à une batterie lithium-ion d'une capacité utile de 60 kWh. La seconde version reçoit un moteur de 220 ch et 300 N m de couple avec une batterie de 87 kWh.
| Logo de Renault                       | Renault Scénic E-Tech Electric | Renault Scénic E-Tech Electric |
| Logo de Renault                       | E-Tech 125                     | E-Tech 160                     |
| ------------------------------------- | ------------------------------ | ------------------------------ |
| Puissance moteur électrique (kW)      | 125                            | 160                            |
| Puissance maximale (ch)               | 170                            | 220                            |
| Couple maximal (N m)                  | 280                            | 300                            |
| Transmission                          | Traction                       | Traction                       |
| Vitesse maximale (en km/h)            | 150                            | 170                            |
| 0-100 km/h (en s)                     | 9,3                            | 8,4                            |
| Masse à vide (kg)                     | 1650                           | 1842                           |
| Batterie                              |                                |                                |
| Type                                  | Lithium Ion NMC                | Lithium Ion NMC                |
| Capacité utile de la batterie (kWh)   | 60                             | 87                             |
| Autonomie en cycle WLTP (km)          | 420                            | 620                            |
| Temps de recharge                     |                                |                                |
| sur une Wallbox 11 kW (0 à 100 %)     | 6h25                           | 9h00                           |
| sur une borne 22 kW (0 à 100 %)       | 3h10                           | 4h48                           |
| sur une borne 150 kW (DC) (15 à 80 %) | 0h32                           | 0h37                           |

## Finitions
- Techno[10],[11]
- Esprit Alpine
- Iconic

## Concept car
Le Renault Scénic de cinquième génération est préfigurée par le concept car Renault Scénic Vision présenté le 19 mai 2022. À la différence du Scénic de série dont le concept reprend le nom, il n'est pas un monospace mais plus proche d'un SUV, bien que sa garde au sol le confonde avec une berline.

### Caractéristiques techniques
Le concept car repose sur la plateforme technique CMF-EV (Common Module Family-Electric Vehicles) du Groupe Renault dévoilée par le concept car Renault Megane eVision. Il dispose de portes arrière à ouverture antagoniste et il est dépourvu de montant central, ce qui permet un accès aisé à l'habitacle, et il est conçu avec 70 % de matériaux recyclés.
À l'intérieur, le Scénic Vision dispose notamment d'un plancher issu de bouteilles de lait et de tuyaux de canalisations recyclés. Les sièges sont quant à eux réalisés en polyester. D'après Renault, toutes les surfaces de contact avec les passagers sont recyclées à 100 %. Côté technologie, les appuie-tête intègrent un système composé de micros et de haut-parleurs. L'habitacle de la Scénic Vision dispose de petits écrans orientables proposant des raccourcis. Ce concept car dispose aussi de rétroviseurs « caméras ».
Motorisation
Le concept car est doté d'un moteur électrique de 160 kW, provenant de la Renault Mégane E-tech Electric, placé sur l'essieu arrière. Il est alimenté par une batterie Lithium-ion d'une capacité de 40 kWh, rechargée par une pile à combustible à hydrogène de 15 kW, faisant office de prolongateur d’autonomie. Le réservoir d'hydrogène, placé à l'avant, pèse 2,5 kg. L'autonomie annoncée est d'environ 800 km.